# Ludwig Pedell
Ludwig Otto Ferdinand Pedell (ur. 14 sierpnia 1854 w Świeciu, zm. 26 października 1922 w Berlinie) – niemiecki prawnik i urzędnik kolejowy.

## Życiorys
Wszystkie pokolenia jego przodków były protestantami i od czasów austriackich zamieszkiwały tereny późniejszego Śląska pruskiego. Syn Karla Pedella (1802-1855), przewodniczącego Królewskiego Sądu Okręgowego w Świeciu, i Rosalii Henrietty Kienitz (1810-). Ludwig Pedell ukończył studia prawnicze. Pełnił funkcję prezesa Królewskiej Dyrekcji Kolei w Bydgoszczy (Königlichen Eisenbahndirektion in Bromberg) (1908-1915).